# فرزندان هیتلر (فیلم ۱۹۴۳)
«فرزندان هیتلر» (انگلیسی: Hitler's Children) فیلمی در ژانر درام به کارگردانی اروینگ ریس و ادوارد دمیتریک است که در سال ۱۹۴۳ منتشر شد.

## بازیگران
- تیم هالت
- بونیتا گرانویل
- کنت اسمیت
- اچ. بی. وارنر
- لوید کوریگان
- نانسی گیتس
- اوتوی کروگر